# Nelson Mandelabrug (Arnhem)
De Nelson Mandelabrug in Arnhem is een brug over de rivier de Nederrijn die de Arnhemse binnenstad en Arnhem-Noord via de Eldenseweg (voorheen onderdeel van de N225) verbindt met Arnhem-Zuid. De brug ligt aan de westkant van het centrum en wordt door veel Arnhemmers nog altijd de Nieuwe Brug genoemd, in tegenstelling tot de Oude Brug (de John Frostbrug) die oostelijk van het centrum is gelegen. Tot 1987 heette de brug Roermondspleinbrug.
Door de groei van Arnhem op de zuidelijke oever van de Rijn kon de Oude Rijnbrug het toenemende verkeer tussen Arnhem-Noord en Arnhem-Zuid niet meer aan. Daarom werd in 1965 besloten tot de bouw van een tweede brug over de Rijn. Er werd gekozen voor de plek waar van 1603 tot 1936 de schipbrug Arnhem lag en na de oorlog een pontje voer, tussen het Roermondsplein en De Praets.
In 1968 verscheen het definitieve bouwrapport maar het duurde tot 1974 voordat de bouwopdracht was afgegeven. Op 18 december 1977 werd de Roermondspleinbrug in gebruik genomen. Door de aanleg van de brug waren aanpassingen nodig aan het Roermondsplein, Nieuwe Plein en Willemsplein. In 1987 werd de brug hernoemd naar Nelson Mandela. De Arnhemse beslissing om het gezicht van de anti-apartheidsbeweging in Zuid-Afrika te eren was in de jaren tachtig omstreden.

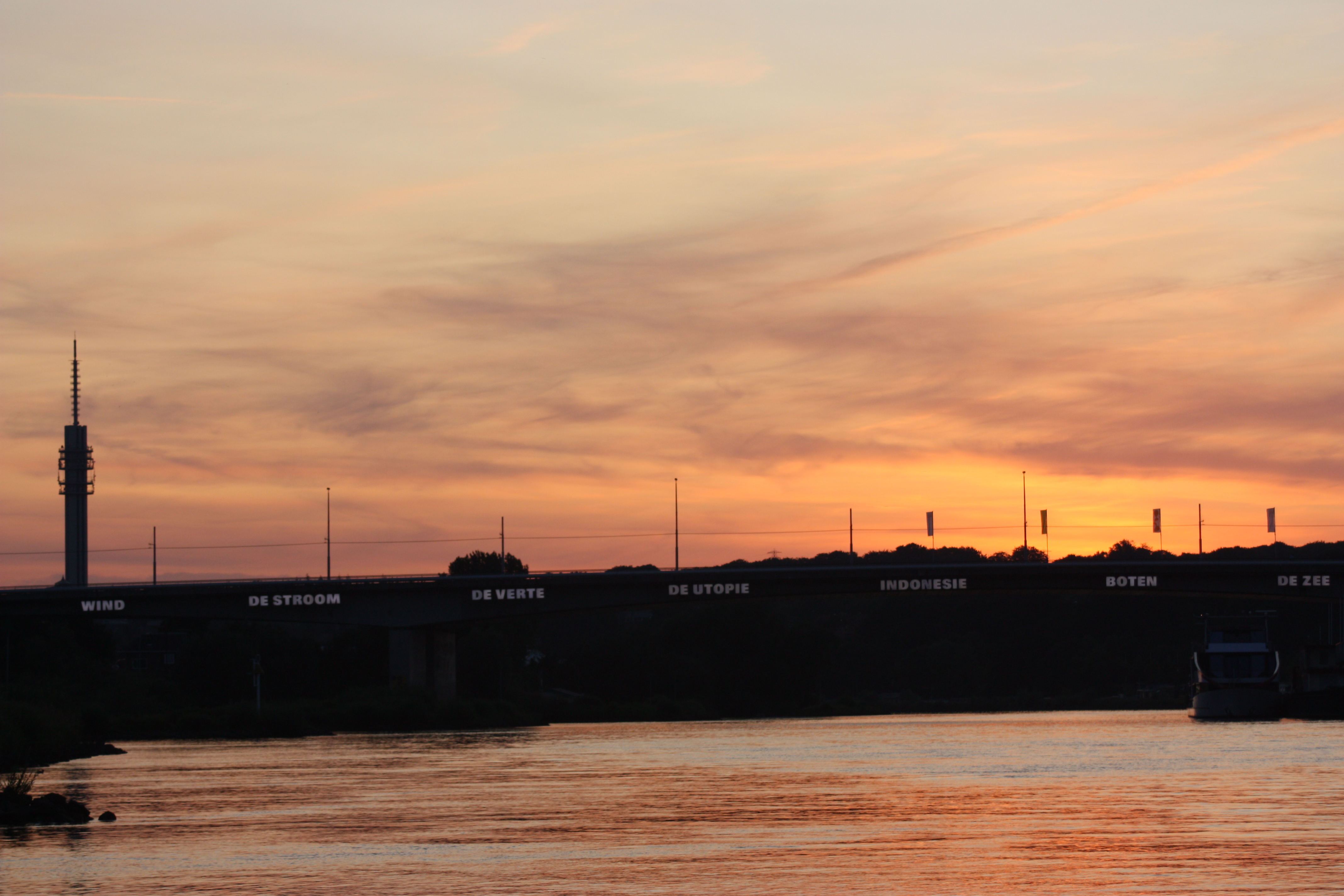
De brug bij avond

Tijdens het evenement Sonsbeek '93 werd de brug een kunstobject. Rémy Zaugg plaatste op de zijkant van de brug in neonverlichting (in 2021 vervangen door ledverlichting) in wit acrylglas de woorden HUIZEN - WIND - DE STROOM - DE VERTE - DE UTOPIE - INDONESIE - DE BOTEN - DE ZEE - BLAUWE LUCHT

Het kunstwerk zou voltooid worden op de John Frostbrug, maar dat riep zoveel emoties op dat het stadsbestuur daarvan afzag.
In de nacht van 1 juli 2013 heeft een onbekende kunstenaar een portret van Nelson Mandela geschilderd op een van de brugpijlers op de zuidelijke rivieroever. Vanwege veel positieve berichten van burgers over dit kunstwerk, heeft de gemeente besloten om het portret niet te verwijderen. In 2016 begon de Giro d'Italia in Gelderland. In de 2e en 3e etappe van de Giro kwam het peloton over de Nelson Mandelabrug.